# Grit Lehmann
Pour les articles homonymes, voir Lehmann.
Grit Lehmann est une ancienne joueuse allemande de volley-ball née le 1er août 1976 à Berlin. Elle mesure 1,82 m et jouait au poste d'attaquante.

## Clubs
| Club                  | De        | À         |
| --------------------- | --------- | --------- |
| TZ Treptow            | 1988-1989 | 1989-1990 |
| CJD-Berlin            | 1990-1991 | 1992-1993 |
| VC Olympia Berlin     | 1993-1994 | 1994-1995 |
| Marzahner SV          | 1995-1996 | 1995-1996 |
| CJD Berlin            | 1996-1997 | 1999-2000 |
| Fortis Herentals      | 2000-2001 | 2002-2003 |
| Asterix Kieldrecht    | 2003-2004 | 2003-2004 |
| VC Tamera Lummen      | 2004-2005 | 2004-2005 |
| Datovoc Tongeren      | 2005-2006 | 2006-2007 |
| VfB Suhl              | 2007-2008 | 2009-2010 |
| VC Kanti Schaffhausen | 2010-2011 | 2012-2013 |

## Palmarès
- Championnat de Belgique
  - Vainqueur : 2007.
  - Finaliste : 2001, 2004, 2006.
- Coupe de Belgique
  - Finaliste : 2001, 2004.
- Supercoupe de Belgique
  - Vainqueur : 2001.
  - Finaliste : 2003, 2005.
- Coupe d'Allemagne
  - Vainqueur :2008.
  - Finaliste : 2010.
- Championnat de Suisse
  - Finaliste : 2013.